# Mitanni
Mitanni (/mɪˈtæni/) là quốc gia của người Hurria ở phía bắc Lưỡng Hà vào khoảng 1500 TCN, vào thời đỉnh cao của mình trong thế kỷ 14 TCN quốc gia này bao gồm lãnh thổ phía đông nam Thổ Nhĩ Kỳ, phía bắc Syria và bắc Iraq ngày nay, với trung tâm là thủ đô Washshukanni (Al Hasakah ngày nay). Vào thời kỳ đế quốc Assyria mới, cái tên Mitanni để chỉ vùng đất giữa hai con sông Khabur và Euphrates.
Các tài liệu lịch sử về Mitanni không được tìm thấy nhiều, phần lớn hiện nay là các tài liệu của Assyria, Hittite và Ai Cập cũng như các bia khắc ở Syria.
Người ta tin rằng cuộc chiến giữa các bộ tộc Hurria với các thành bang đã dẫn đến sự ra đời của một vương triều mới sau sự sụp đổ của Babylon trước cuộc chinh phạt của Mursili I của đế quốc Hittite và cuộc xâm lược của người Kassite. Cuộc chinh phạt của người Hittite, sự suy yếu của vương quốc Assyria, và sau đó là các cuộc nội chiến ở Hitttite đã tạo ra những khoảng trống quyền lực ở bắc Lưỡng Hà. Những điều đó đã góp phần tạo ra vương quốc Mitanni.
Vua Barattarna của Mitanni đã mở rộng lãnh thổ về phía tây đến Halab (Aleppo), Kizzuwatna cũng bị phụ thuộc, và đến giữa thế kỷ 15 TCn thì cả Arrapha và Assyria đều là chư hầu của Mitanni. Mitanni phát triển mạnh mẽ dưới triều vua Shaushtatar, nhưng người Mitanni không thể vươn ra ngoài cao nguyên Anatolia do sự ngăn trở của người Hittite. Kizzuwatna và Ishuwa là những đồng minh quan trọng của Mitanni để chống lại Hittite.
Sau một vài xung đột với Ai Cập trong việc tranh giành Syria, Mitanni đã nghị hoà và thiết lập quan hệ đồng minh với Ai Cập. Vào đầu thế kỷ 14 TCN quan hệ của Mitanni với Ai Cập rất tốt và vua Shuttarna đã gả công chúa Gilukheppa cho Pharaoh Amenhotep III. Đây là thời đỉnh cao của Mitanni.
Sau cái chết của Shuttarna, Mitanni rơi vào cuộc tranh chấp ngôi báu. Cuối cùng thì con trai của Shuttarna là Tushratta lên ngôi. Tuy nhiên Mitanni đã bị suy yếu và bị Hittite lấn chiếm biên giới. Lúc này quan hệ với Ai Cập trở nên lạnh nhạt còn Assyria thì đã vùng lên chống lại. Vua Suppiluluima I của Hittite đã xâm chiếm các nước chư hầu của Mitanni ở bắc Syria và cai trị những nơi này.
Tại thủ đô Washukanni một cuộc đấu đá mới diễn ra, giữa các thế lực được Hittite và Assyria ủng hộ, Cuối cùng quân đội Hittite đã chiếm Washukanni và lập Shattiwaza, con trai của Tushratta lên làm vua. Mitanni trở thành chư hầu của Hittite. Tuy nhiên vào thế kỷ 13 TCN người Assyria đã đánh bại Mitanni và biến nó thành lãnh thổ của mình.

## Lịch sử

### Thời kỳ khai quốc
Người Hurria đã sống ở phía đông sông Tigris, phía bắc Lưỡng Hà và thung lũng Khabur. Một bộ phận đã di cư xuống phía nam vào trước thế kỷ 17. Eusebius, viết vào thế kỷ 4, trích dẫn từ Eupolemus-sử gia người Do Thái thế kỷ 2 TCN, rằng "vào thời Abraham, người Armenia xâm lược Syria". Điều này gần khớp với sự xuất hiện của người Mitanni, vì Abraham được cho là sống vào khoảng thế kỷ 17 TCN. Người Mitanni được nhắc tới trong các văn bản Nuzi, Ugarit và được người Hittite cất trữ ở Hattushsha. Các văn bản Cuneiform từ Mari nói đến những người thống trị các thành bang ở bắc Lưỡng Hà với các tên Amorite và Hurria. Các kẻ thống trị ở Urshum và Hashshum cũng có tên Hurria. Không có các bằng chứng rõ rệt về một cuộc xâm lấn từ hướng đông bắc. Các bằng chứng chỉ ra rằng người Hurria đến từ phía nam và tây.
Theo truyền thuyết thì vị vua đầu tiên sáng lập Mitanni là Kirta. Tuy nhiên không ai biết gì về các vị vua đầu tiên của Mitanni.

### Các vị vua

#### Barattarna/Parsha(ta)tar
Vua Barattarna được nhắc đến trong các bản khắc ở Nuzi, nhưng các tài liệu Ai Cập không thấy đề cập đến. Có giả thiết rằng Barattarna là vị vua đã chiến đấu chống lại Pharaoh Thutmose III ở thế kỷ 15 TCN. Người ta vẫn đang tranh luận xem Barattarna và Parsha(ta)tar có phải là cùng một người không ?
Dưới triều vua Thutmose III, quân Ai Cập vượt qua sông Euphrate và tiến vào trung tâm lãnh thổ Mitanni. Tại Megiddo, quân Ai Cập giao tranh với liên quân Syria, các lãnh chúa Kadesh và quân Mitanni. Sau trận Megiddo, không rõ có tồn tại một hiệp ước nào không, nhưng Ai Cập đã thắng lợi trong việc mở đường tiến lên phương bắc.
Thutmose III lột lần nữa phát động chiến tranh vào năm thứ 33 trong triều đại của mình. Quân AI Cập vượt qua Carchemish tới một thị trấn tên là Iryn (có thể là Erin ngày nay, cách Aleppo 20 km về hướng tây bắc). Quân Ai Cập vượt sông Euphrate đến Emar (Meskene) rồi trở lại Syria. Các vùng đất miền trung Orontes và Phoenicia trở thành lãnh thổ của Ai Cập.
Barattarna và con trai Shaushtatar kiểm soát miền bắc Syria và vùng duyên hải kéo dài từ Kizzuwatna tới Alalakh.

#### Shaushtatar
Shaushtatar đã cướp phá Assur vài lần trong thế kỷ 15 TCN. Ông đã lấy các cánh cửa bằng vàng bạc mang về Washukanni. Điều này được nhắc đến trong hiệp ước giữa Suppililiuma và Shattiwaza sau này.
Sau khi Assur bị cướp phá, Assyria có thể phải cống nạp cho Mitanni. Trong thời gian là chư hầu của Mitanni, các đền thờ Sin và Shamash đã được xây dựng ở Assur.
Aleppo, Nuzi, và Arrapha được sáp nhập vào Mitanni dưới triều vua Shaushtatar. Quân đội Mitanni nổi tiếng với tài điều khiển chiến xa. Các văn bản nói về việc huấn luyện ngựa chiến được viết bởi Kikkuli đã được tìm thấy ở Hattusa. Vào thời của Pharaoh Amenhotep II, Mitanni đã giành lại được ảnh hưởng ở miền trung Orontes.

#### Artatama I và Shuttarna II
Về sau Ai Cập và Mitanni trở thành đồng minh. Bản thân vua Shuttarna II được tiếp đón tại Ai Cập. Giữa hai bên có những trao đổi thư từ và những món quà xa xỉ. Mitanni đặc biệt có hứng thú với vàng của Ai Cập. Điều này dẫn tới các đám cưới giữa hoàng tộc hai bên: con gái của Artatama I và Thutmose IV. Kilu-Hepa hay Gilukhipa, con gái Shuttarna II lấy Amenhotep III. Sau này Tadu-Hepa hay Tadukhipa, con gái Tushratta cũng được gả sang Ai Cập.
Khi Amenhotep III bị ốm, vua Mitanni đã gửi bức tượng thần Shaushka (Ishtar) của Niniveh sang để cầu phúc. Đường biên giới giữa Ai Cập và Mitanni là ở gần Qatna. Ugarit thuộc về Ai Cập.

#### Artashumara và Tushratta
Artashumara kế vị ngai vàng của Shuttarna II nhưng lại bị ám sát bởi UD-hi hay Uthi. Sau đó Uthi thay thế Tushratta, một người con khác của Shuttarna II. Có giả thiết rằng Uthi có được sự ủng hộ của Ai Cập trong việc này.
Lợi dụng tình trạng bất ổn tại các chư hầu của Mitanni, Aziru của Amurru đã bí mật hợp tác với Hittite. Vua Suppiluliuma của Hittite đã chiếm lại Kizzuwatna. Suppiluliuma cũng cướp vùng đất phía tây của thung lũng Euphrate và Amurru, Nuhashshe từ Mitanni.
Suppiluliuma đã kí hiệp ước với Artatama II, đối thủ của Tushratta. Suppiluliuma tiến hành thôn tính các vùng đất ở phía tây sông Euphrate. Tushratta đe doạ sẽ làm cỏ Euphrate.
Suppiluliuma muốn giành lại Ishuwa, vùng đất mà người Hittite đã để mất vào tay Mitanni ngày trước. Quân Hittite vượt qua biên giới và chiếm lại được Ishuwa. Hittite còn nhiều lần tấn công Washukanni. Suppiluliuma yêu sách về nhiều thứ.
Trong chiến dịch lần thứ hai, quân Hittite chiếm được Halab, Mukish, Niya, Arahati, Apina, and Qatna cũng như một vài thành phố khác chưa rõ tên. Hittite thu nhiều chiến lợi phẩm và chiến xa đưa về Hatti. Để đối phó với lực lượng chiến xa hùng mạnh của Mitanni, Hittite cũng đã nâng cấp chiến xa của mình.

#### Shattiwaza
Một người con của Tushratta làm phản, giết chết ông ta rồi kên ngôi. Một người con khác là Shattiwaza buộc phải bỏ trốn. Nhân đó, người Assyria giành lại độc lập, Mitanni đã phải trao lại những cánh cửa mà họ cướp được ở Assur trước đây.
Shattiwaza đầu tiên chạy sang Babylon, sau đó sang Hittite. Vua Hittite đã gả con gái cho Shattiwaza. Suppiluliuma đã ký hiệp ước với Shattiwaza. Sau đó Piyashshili, con trai của Suppiluliuma đã đem quân giúp Shattiwaza quay về Mitanni. Quân Hittite vượt qua Euphrate, giao chiến với người Irrdu ở Hurrite. Quân Hittite đã thắng.
Trong khi đó quân Assyria tiến đến Washukanni. Có vẻ như Mitanni đã cầu viện Assyria để chống lại Hittite, nhưng Assyria lại từ chối. Shuttarna đành đầu hàng Hittite. Quân Assyria rút lui để tránh đối mặt với quân lực hùng hậu của Hittite.
Shattiwaza trở thành vua của Mitanni. Tuy nhiên chính quyền bị khống chế bởi Hittite và lãnh thổ bị thu hẹp. Hittite lợi dụng Mitanni để chống lại Assyria.

#### Shattuara I
Các tài liệu của Adad-ninari I (1307-1275 TCN) mô tả quan hệ giữa Shattuara I và Assyria. Adad-ninari I đã bắt Shattuara về Assur và sau này mới thả về Mitanni. Shattuara đã phải chịu những khoản cống nạp nặng nề cho Assyria. Lúc này ở Hittite đang là triều vua Mursili II.

#### Wasashatta
Ghen ghét trước sự hùng mạnh của Assyria, con trai của Shattuara là Wasashatta đã chống đối. Ông đã cầu viện Hittite nhưng bản thân Hittite lúc này đang vướng phải nội chiến do việc Hattusili III cướp ngôi cháu mình là Urhi-Teshup. Hittite có viện trợ tiền cho Mitanni nhưng không giúp đỡ về quận sự.
Assyria tấn công Taidu, chiếm Washshukannu, Amasakku, Kahat, Shuru, Nabula, Hurra và Shuduhu. Assyria còn tấn công Irridu, phá huỷ nó hoàn toàn và rắc muối lên trên đó. Vợ và con cái của Wasashatta bị bắt về Asshur còn bản thân ông thì chạy thoát. Một vài học giả nghĩ rằng ông ta đã chạy đến Shuriba (một thành bang của Mitanni) và trở thành người cai trị ở đó.
Trong cuộc chinh phạt Mitanni, Adad-ninari I không vượt qua Euphrate và Carchemish vẫn thuộc về Hittite. Adad-ninải đã gửi thư yêu cầu vua Hittite công nhận mình ngang hàng.

#### Shattuara II
Shattuara II, con trai hoặc cháu trai của Wasashatta đã nổi dậy chống lại vua Shalmaneser I (1270-1240 TCN) của Assyria. Ông được sự giúp đỡ của Hittite và bộ lạc Ahlamu. Thế nhưng Shalmaneser I đã giành chiến thắng vang dội. Quân Assyria đã tàn sát 14400 người. Theo các tài liệu ca ngợi chiến công của Shalmaneser I thì 180 thành phố của người Hurria bị tàn phá, quân Hittite và Ahlamu bị giết như những con cừu, các thành phố từ Taidu cho đến Irridu bị thất thủ.

#### Hanilgalbat
Một bộ phận dân chúng bị lưu đày và lao dịch. Nhà cầm quyền phải phân phát lúa mạch cho dân chúng. Assyria đã xây dựng một hệ thống thành lũy kiên cố để chống lại Hittite.
Ili-ippada, một thành viên trong hoàng tộc Assyria đã trở thành vua của Mitanni (lúc này có tên gọi là Hanilgalbat như là một tỉnh của Assyria). Assyria kiểm soát về quân đội và chính trị nhưng không kiểm soát giao thương.
Dưới thời vua Tukulti-Ninurta I (1243-1207 TCN) lại có một lượng lớn người tị nạn chạy từ Mitanni đến Asshur, tham gia vào việc xây dựng các cung điện. Vua Hittite đã tiến hành một cuộc xâm lược Hanilgalbat, kích động bạo loạn. Các thành phố của Assyria bị cướp phá.
Dưới thời Assur-nirari III, người Mushku và các bộ lạc khác xâm lược Hanilgalbat. Người Hurria vẫn nắm giữ Katmuhu và Paphu.

### Thời kỳđế quốcAssyria mới
Trong vài thế kỷ, Washukanni bị Assyria đô hộ. Người Mitanni dường như đã xây dựng lại một thành bang mới là Urartu ở phía bắc. Vào thời của Adad-nirari II, Assurbanipal II và Shalmaneser III cái tên Hanilgalbat vẫn được sử dụng.

## Danh sách các vua Mitanni
1. Kirta: 1.500 TCN
2. Shuttarna I (đầu thế kỷ XV TCN)
3. Parshatatar: ? - 1420 TCN
4. Shaushtatar: 1420 - ? TCN, con trai của Parshatatar
5. Artatama I (cuối thế kỷ XV TCN), ông ngoại của pharaoh Amenkhotep III Ai Cập
6. Shuttarna II (đầu thế kỷ XIV), con trai của Artatama I
7. Artashumara (vài tháng), kẻ cướp ngôi và bị ám sát không lâu sau đó
8. Tushratta (đầu thế kỷ XIV - giữa thế kỷ XIV), anh trai của kẻ cướp ngôi Artashumara; bị ám sát do âm mưu của vua Hittites Suppiluliuma
9. Artatama II (cuối thế kỷ XIV), kẻ cướp ngôi và là anh trai của Tushratta
10. Shuttarna III (vài năm ở cuối thế kỷ XIV), con trai của Artatama II
11. Shattiwaza (cuối thế kỷ XIV), con trai của Tushratta và được quân Hittites đặt lên ngôi
12. Shattuara (đầu thế kỷ XIII TCN), chư hầu của vua Assyria
13. Wasashatta (đầu thế kỷ XIII TCN), con trai của vua 12; bị quân Assyria bắt giam sau khi khởi nghĩa bất thành
14. Shattuara II (đầu thế kỷ XIII)